# Флёрьё
Флёрьё (англ. Fleurieu) — полуостров, расположенный к югу от города Аделаида в Южной Австралии. Выделяется в отдельный регион. Наиболее крупными городами полуострова являются Виктор-Харбор, Гулва, Янкалилла, Рапид-Бей, а также винодельческий регион долина Мак-Ларен. Прибрежные города Уайтпинга и Браунс-Бич популярны среди поклонников сёрфинга.
Между городом Кейп-Джервис, расположенным в самой южной точке полуострова, и островом Кенгуру курсирует паром. Полуостров получил название от капитана Николя Бодена в 1802 году, по имени министра морского флота Франции — Шарля Пьера Кларе, герцога Флёрьё.